# Bismarck-Kaserne (Wentorf)
Die Bismarck-Kaserne in Wentorf bei Hamburg wurde 1937 als Truppenunterkunft für die Wehrmacht erbaut und nach Otto von Bismarck benannt. Nach dem Zweiten Weltkrieg diente sie als Zwischenstation für Displaced Persons, später als Unterkunft für Flüchtlinge und Übersiedler aus der DDR. Ab 1960 nahm die Bundeswehr die militärische Nutzung der Kaserne wieder auf. Zunächst waren eine Luftwaffenausbildungseinheit und anschließend ein Fernmeldebataillon stationiert. Es folgten ab 1963 Panzergrenadier- und Jägerbataillone der Panzergrenadierbrigade 16 der 6. Panzergrenadierdivision. Das Kasernenareal umfasste eine Fläche von 17,97 Hektar. 1994 wurde die militärische Nutzung der Kaserne aufgegeben.

## Bau- und Stationierungsgeschichte

### NS-Staat und Zweiter Weltkrieg
Der spätere Garnisonsort Wentorf verlor in der zweiten Hälfte des 19. Jahrhunderts durch den Zuzug von Bürgern aus Hamburg zunehmend seinen ländlichen Charakter. Es entstanden Villensiedlungen. 1933 wurde Wentorf zu einer eigenständigen Gemeinde. Der NS-Staat, der die Aufrüstung der Wehrmacht plante, entschied sich für den Bau von mehreren Kasernenanlagen in Wentorf vor den Toren Hamburgs. Neben der Bismarck-Kaserne gehörte dazu die Bose-Bergmann-Kaserne. Am 22. Oktober 1936 begannen die Bauarbeiten. Sieben Monate später konnte bereits Richtfest gefeiert werden. Die Übergabe fand im Oktober 1937 statt, wobei einige Arbeiten erst im Frühjahr 1938 zum Abschluss kamen. Bezogen wurde der Komplex von der II. Abteilung des Artillerieregiments 20. Die ersten Rekruten kamen am 1. November 1937 in die Kaserne.
Am 26. August 1939 wurde hier die Artillerie-Ersatz-Abteilung 225 aufgestellt, die jedoch am 12. September 1942 sich wieder auflöste. Der Stab wurde zur Bildung des Artillerie-Ersatz-Regiments 225 ab 5. April 1943 in der Kaserne herangezogen. Er verlegte bereits am 15. April 1943 nach Itzehoe.
Während des Zweiten Weltkriegs dienten die Kasernen teilweise als Gefangenen- und Zwangsarbeiterlager.

### Nutzung der Kaserne zwischen 1945 und 1960
Mit dem Ende des Zweiten Weltkriegs besetzten britische Truppen die Wentorfer Kasernen. Noch im Mai 1945 ordnete die britische Militärregierung an, für das Gebiet des südlichen Schleswig-Holsteins ein Aufnahmelager für Displaced Persons in Wentorf zu schaffen. Anfang Juni 1945 zogen in die Kasernen die ersten verschleppten oder vertriebenen Menschen, hauptsächlich Zwangsarbeiter und ehemalige Kriegsgefangene ein. 20.000 Menschen registrierten sich hier bis Anfang 1946. Im November 1945 befanden sich noch 17.000 in Wentorf. Im Januar 1946 waren es noch 10.000, darunter 7.500 Polen. Zunächst stand das Lager unter britischer Verwaltung und wurde dann von der UNRRA übernommen. Sie wurde wiederum abgelöst von der IRO. Bis 1948 diente es der Rückführung rückkehrwilliger Menschen in ihre Heimatländer. Ab 1948 bis 1951 stand die Vorbereitung der Auswanderung für Displaced Persons im Vordergrund. Viele der Bewohner übersiedelten in die USA, nach Kanada oder Australien. Während dieser Zeit wurde in den Kasernenanlagen eine eigene Infrastruktur geschaffen: Schulen, Ausbildungsbetriebe, Sanitätszentren, Versorgungseinrichtungen, eine Radiostation, ein Kino, Sportstätten und Kirchen waren eingerichtet. Neben der Nutzung der Kasernen als Lager für Displaced Persons befanden sich jedoch auch ehemalige polnische Soldaten, die unter britischem Oberbefehl gegen Deutschland gekämpft hatten, in den Unterkünften. Sie wurden vom Verband Polnischer Kämpfer Wentorf betreut.
Im Januar 1952 wurde das Lager für Displaced Persons aufgelöst. Ab Mai 1952 standen die Kasernen leer. Im August 1952 wurde zunächst in der Bose- und Bergmann-Kaserne das Flüchtlingsdurchgangslager Wentorf im Auftrag des Landes Nordrhein-Westfalen eingerichtet. Es nahm zunächst hauptsächlich Menschen aus der DDR auf. Aufgrund des hohen Zustroms musste ab 1. Januar 1953 auch die Bismarck-Kaserne zur Unterbringung der Flüchtlinge genutzt werden. Ab dem Spätsommer 1957 kamen vermehrt Vertriebene und Aussiedler aus den ehemaligen Ostgebieten des Deutschen Reichs. Die Kapazität des gesamten Lagers betrug zwischen 8.600 und 9.000 Betten. Insgesamt passierten 153.572 Menschen bis 1960 die Einrichtung, so dass sie zum größten Flüchtlingslager in der Bundesrepublik geworden war. 1959 unterband Polen weitere Transporte, so dass der Flüchtlingsstrom deutlich abnahm.

### Bundeswehr
Zum 31. Dezember 1960 wurde das Flüchtlingsdurchgangslager aufgelöst, wobei bereits seit Ende September 1959 die Bismarck-Kaserne leer stand. Am 1. April 1960 übernahm die Bundesvermögensstelle in Lübeck die Kaserne und übertrug sie der Standortverwaltung in Wentorf.
Die Bismarck-Kaserne bezogen am 1. Oktober 1960 zunächst die 5. und 7. Batterie des II. Bataillon des Flugabwehrraketenlehr- und Ausbildungsregiment, die zuvor in Putlos stationiert gewesen waren. Es folgten am 30. Juni 1961 der Stab und das II./Flugabwehrraketenlehr- und Ausbildungsregiment. Zum 1. Oktober 1961 kam es zur Umbenennung dieser Einheiten in Stab bzw. II./Flugabwehrraketenausbildungsregiment. Am 1. April 1963 wurden der Stab und das II./Flugabwehrraketenausbildungsregiment aufgelöst und zur Bildung des Luftwaffenausbildungsregiments 5 mit dem Stab sowie dem II. und III. Bataillon am Standort Wentorf herangezogen. Am 15. Dezember 1964 verlegte der Stab nach Goslar.
Das ab 21. August 1958 in der Fliegerhorstkaserne in Husum aufgestellte Grenadierbataillon 162 der Kampfgruppe A6 trat zum 1. Oktober 1958 offiziell in den Dienst und verlegte am 1. März 1959 in die neu errichtete Julius-Leber-Kaserne innerhalb von Husum. Zum 1. Oktober 1959 erhielt es den Namen Panzergrenadierbataillon 162 und zog am 11. November 1963 in die Bismarck-Kaserne ein. Hier erfolgte am 1. Oktober 1971 im Rahmen der Heeresstruktur 3 die Umgliederung zum Jägerbataillon 162. Doch bereits mit Einnahme der Heeresstruktur 4 wurde die Einheit wieder zum Panzergrenadierbataillon 162. Mit dem Ende des Kalten Krieges und der Deutschen Wiedervereinigung wurde das Bataillon zum 30. September 1994 aufgelöst.
Das am 1. April 1962 in der Roter-Sand-Kaserne in Bremerhaven aufgestellte Marine-Fernmeldebataillon 771 des Wehrbereichskommandos I verlegte am 15. Juni 1962 zunächst in die Bose-Bergmann-Kaserne nach Wentorf. Im November 1964 zog es kurzfristig in die Bismarck-Kaserne um, kam jedoch am 2. Februar 1965 nach Lübeck in die Hanseaten-Kaserne.
Mit Einnahme der Heeresstruktur 4 wurden in den Brigaden zusätzlich jeweils ein teilgekadertes, gemischtes Kampfbataillon geschaffen. Für die Panzergrenadierbrigade 16 war dies das Panzergrenadierbataillon 161. Dessen 2. (Panzer-)Kompanie und Teileinheit 35 der 1. Kompanie wurden am 1. April 1981 in der Bismarck-Kaserne gebildet. Doch bereits zum 30. September 1992 kam für das gesamte Bataillon das Aus. Die 2. Kompanie wurde in das Panzergrenadierbataillon 162 aufgenommen und umbenannt.
Am 15. April 1981 wurde in der Bismarck-Kaserne das aktive Jägerbataillon 66 aufgestellt, dessen Stab mit Stabs- und Versorgungskompanie sowie der 2./ in der Bismarck-Kaserne, mit 3./ bis 5. Kompanie in der Bose-Bergmann-Kaserne untergebracht war, und am 27. März 1992 feierlich außer Dienst gestellt wurde.
Mitte der 1980er Jahre wurde die Fahrschulgruppe Wentorf 1 aufgestellt und zum 31. März 1994 auflöste.
Das seit Juni 1971 in der Bose-Bergmann-Kaserne in Wentorf stationierte Panzergrenadierlehrbataillon 173 wurde am 1. Oktober 1971 zum Panzergrenadierbataillon 163. Mit Einnahme der Heeresstruktur 5 wurde es zum 1. April 1992 zu einem gekaderten Aufwuchsbataillon umgegliedert und dem Panzergrenadierbataillon 162 unterstellt. Am 31. Dezember 1993 fand dann jedoch die Auflösung dieser Geräteeinheit statt.
Die ab 1. April 1959 in der Briesen-Kaserne in Flensburg gebildete Panzerpionierkompanie 160 der Panzergrenadierbrigade 16 durch Abgabe der 4./Pionierbataillon 6 zog im Oktober und November 1969 in die Sachsenwald-Kaserne bei Schwarzenbek um. Im Juni 1992 verlegte die Kompanie noch in die Bismarck-Kaserne, wurde hier jedoch zum 30. Juni 1994 außer Dienst gestellt.
Zur medizinischen Versorgung diente der Sanitätsbereich 11/26 vom 1. Juli 1972 bis zur Aufgabe der Kaserne. Das Sanitätszentrum 111, das in einem Truppenversuch ab 1976 aufgebaut wurde, bestand vom 1. November 1979 bis zur Schließung des Standortes.
In der Briesen-Kaserne in Flensburg verblieb durch den Umzug der Panzergrenadierbrigade 16 zunächst die Brigadezahnstation. In der Bismarck-Kaserne wurde zum 1. Oktober 1968 die Zahnstation H 016/1 eingerichtet. Nach Umzug der Brigadezahnstation H 016 von Flensburg nach Wentorf 1970 erfolgte die Umgliederung zur Zahnstation (Terr) H 108 am 1. Oktober 1972. Aus ihr entstand am 1. April 1981 die Zahnarztgruppe 111/2, die bis zur Standortauflösung verblieb. In der Kaserne war die Fernmeldedienstgruppe 117/12 stationiert. Der Dienstposten des Kasernenfeldwebels Wentorf 1 bestand vom 1. April 1981 bis zum 30. September 1994.
Am 30. September 1994 wurde die Kaserne durch die Bundeswehr aufgegeben und wurde nachfolgend zivil als Flüchtlingsheim genutzt.

## Konversion
Mit der Entscheidung des Bundesministers der Verteidigung vom 15. Dezember 1992 zur Auflösung der Panzergrenadierbrigade 16 begann die Gemeinde Wentorf mit Überlegungen zur zivilen Nachnutzung der Bismarck- und der Bose-Bergmann-Kaserne. Es wurde ein Rahmenplan als städtebauliche Leitlinie erstellt.
Bereits noch vor Schließung der Kaserne wurde am 29. September 1994 der Aufstellungsbeschluss für den Bebauungsplan 34 Hamburger Landstraße / An der Wache / Höppnerallee durch die Gemeindevertretung gefasst. Am 4. März 1999 wurde der Bebauungsplan verabschiedet und trat am 13. Januar 2000 in Kraft. Er weist in seinem Geltungsbereich zehn Teilflächen als allgemeines Wohngebiet und öffentliche Grünflächen aus.
Ebenfalls am 29. September 1994 wurde die Aufstellung des Bebauungsplans 35 Hamburger Landstraße / Sandweg / Sachsenring / An der Wache durch die Gemeindevertretung beschlossen. Am 4. März 1999 wurde der Bebauungsplan verabschiedet und trat am 30. Dezember 1999 in Kraft. Er weist in seinem Geltungsbereich drei Teilflächen entlang der Hamburger Landstraße mit denkmalgeschützten Gebäuden als Mischgebiet aus. Neun Teilflächen wurden als allgemeines Wohngebiet überplant. Neben öffentlichen und privaten Grünflächen sieht der Bebauungsplan Flächen für eine Sporthalle und eine Kindertagesstätte vor.
Während die Bebauungspläne 34 und 35 hauptsächlich den ehemaligen Unterkunftsbereich, die Stabs- und Wirtschaftsgebäude als Geltungsbereich umfassten, erstreckt sich der Bebauungsplan 36 An der Wache / Sachsenring / Sandweg / Eulenkamp / Höppnerallee auf den Technischen Bereich der Bismarck-Kaserne mit den Fahrzeughallen. 12 Teilflächen waren als allgemeine Wohngebiete vorgesehen. Neben Flächen für soziale Zwecke wies der Bebauungsplan umfassende Grünbereiche aus. Er wurde aufgrund des Beschlusses der Gemeindeversammlung vom 29. September 1994 aufgestellt und im Entwurf am 29. März 2001 gebilligt. Er trat am 17. Oktober 2001 in Kraft.
Für 35 Millionen DM erwarb die Landesentwicklungsgesellschaft Schleswig-Holstein die Kasernengelände vom Bund und veräußerte sie an private Investoren weiter. Im September 1996 begannen die Abrissarbeiten. Im November 1997 wurde der erste Spatenstich gefeiert. 1500 Wohneinheiten entstanden auf beiden Kasernenstandorten für 3100 Menschen.
2001 war die Neubebauung der ehemaligen Kasernengebiete bereits weitgehend abgeschlossen.